# Gametângio
Gametângio é a designação dada em botânica, ficologia e micologia ao órgão das plantas, algas e fungos onde são produzidos os gametas, por similaridade com os esporângios, que são os órgãos onde são produzidos os esporos, normalmente não sexuados.
Diferentemente dos animais, em que os gametas são produzidos por meiose em órgãos diploides, as gónadas, nos restantes seres vivos pluricelulares, são produzidos em órgãos haploides, por mitose.
Nas espermatófitas (as plantas que produzem sementes) os gametângios são o saco embrionário (o feminino) e grão de pólen (o masculino)
Nos restantes grupos de plantas verdes, como as pteridófitas e briófitas, os gametângios denominam-se arquegónio (o feminino) e anterídeo (o masculino).
Em ficologia, o anterídeo multicelular característico de algumas algas é designado espermatângio.